# Iwan Błażewicz
Iwan Iwanowicz Błażewicz, Jonas Blaževičius (ros. Иван Иванович Блажевич (Ионас Ионасович Блажявичюс), ur. 25 grudnia 1902?/7 stycznia 1903 we wsi Czyżuny koło Olkienik, zm. 24 kwietnia 1945 w Berndorfie) – radziecki generał major, odznaczony pośmiertnie Złotą Gwiazdą Bohatera Związku Radzieckiego (1945).

## Życiorys
Urodził się w rodzinie robotniczej, której narodowość część dokumentów określa jako litewską, jednak większość jako polską. Pracował w fabryce papieru, w kwietniu 1918 wstąpił ochotniczo do Armii Czerwonej, służył w 29 zapasowym pułku kawalerii w Kałudze, a od lutego 1919 w kawaleryjskim dywizjonie Czeki w Moskwie. Od kwietnia 1919 był czerwonoarmistą 24 pułku kawalerii 24 Symbirskiej Dywizji Kolejowej, uczestniczył w likwidacji powstania antykomunistycznego w guberni kałuskiej i walkach na Froncie Wschodnim przeciw wojskom adm. Kołczaka, był ranny. W 1920 został członkiem RKP(b). Od maja 1920 uczył się na kursach kawaleryjskich w Twerze, później na kursach dowódców piechoty w Kałudze, od lipca do listopada 1920 w składzie brygady kursantów walczył na Froncie Południowym z armią gen. Wrangla, w 1921 ukończył kursy w Kałudze i w maju 1921 został dowódcą plutonu, następnie kompanii w 1 Moskiewskiej Brygadzie Piechoty w Moskwie. Od sierpnia 1921 służył w batalionie specjalnego przeznaczenia wojsk Czeki Ukrainy i Krymu w Charkowie, 1921-1922 uczył się w Zjednoczonej Wyższej Szkole Wojskowej im. Kamieniewa w Kijowie, jednak przerwał naukę z powodu stanu zdrowia. Później służył jako dowódca plutonu i naczelnik szkoły pułkowej w Żmerynce, od października 1931 dowodził kompanią w szkole piechoty w Kijowie, od czerwca do września 1933 był szefem sztabu 21 pułku piechoty 7 Dywizji Piechoty w Ukraińskim Okręgu Wojskowym, następnie szefem sztabu 8 pułku piechoty w Teodozji, w 1937 ukończył kurs skoków spadochronowych. W grudniu 1937 został wykluczony z partii po donosie o łamanie linii partyjnej i w lipcu 1938 aresztowany przez NKWD, a w kwietniu 1939 skazany przez trybunał wojskowy Charkowskiego Okręgu Wojskowego na 4 lata łagru i pozbawienie stopnia wojskowego; nie przyznał się do winy. 23 sierpnia 1939 Wojskowe Kolegium Sądu Najwyższego ZSRR postanowiło o umorzenie sprawy, a Błażewicz został wypuszczony, po czym we wrześniu 1939 przywrócony do służby wojskowej.
Został wykładowcą taktyki na kursach doskonalenia kadry dowódczej w Saratowie, od września 1940 pracował w szkole lotniczej w Wolsku, jednocześnie podjął zaoczne studia w Akademii Wojskowej im. Frunzego. Po ataku Niemiec na ZSRR został zastępcą szefa sztabu Zarządu Wojskowych Sił Powietrznych Nadwołżańskiego Okręgu Wojskowego, a w grudniu 1941 dowódcą 13 Brygady Powietrznodesantowej 6 Korpusu Powietrznodesantowego sformowanych w Moskiewskim Okręgu Wojskowym; na początku sierpnia 1942 korpus ten przeformowano w 40 Gwardyjską Dywizję Piechoty, a brygadę w 119 Gwardyjski Pułk Piechoty, którego dowódcą był Błażewicz. Od sierpnia 1942 uczestniczył w wojnie z Niemcami kolejno na Froncie Stalingradzkim, Dońskim (od listopada 1942 do maja 1943), Południowym (od maja 1943) i 4 Ukraińskim (od października 1943). W maju 1943 został szefem sztabu 96 Gwardyjskiej Dywizji Piechoty, w czerwcu 1943 objął dowództwo sformowanej właśnie 221 Dywizji Piechoty na Froncie Południowym, z którą brał udział w wyzwalaniu Donbasu (w tym Mariupola) i Lewobrzeżnej Ukrainy; 17 czerwca 1944 dywizja ta została przemianowana na 99 Gwardyjską Dywizję Piechoty, a w grudniu 1944 na 99 Dywizję Powietrznodesantową. 2 listopada 1944 otrzymał stopień generała majora. W lutym 1945 dowodzona przez niego dywizja została włączona w skład 9 Gwardyjskiej Armii 3 Frontu Ukraińskiego, biorąc udział w zajęciu Węgier, Austrii i Czechosłowacji w ramach operacji budapesztańskiej, wiedeńskiej i bratysławsko-brneńskiej. Za umiejętne dowodzenie dywizją podczas działań bojowych na terytorium Węgier i Austrii w marcu 1945 został przedstawiony do odznaczenia tytułem Bohatera Związku Radzieckiego. 23 kwietnia 1945 podczas działań wojennych w Austrii został ciężko ranny po wybuchu miny i w nocy na 24 kwietnia zmarł. Został pochowany na Cmentarzu Nowodziewiczym. 28 kwietnia 1945 pośmiertnie otrzymał tytuł Bohatera Związku Radzieckiego i Order Lenina. Jego imieniem nazwano ulicę w Mariupolu.

## Odznaczenia
- Złota Gwiazda Bohatera Związku Radzieckiego (28 kwietnia 1945)
- Order Lenina (28 kwietnia 1945)
- Order Czerwonego Sztandaru (dwukrotnie, 26 listopada 1942 i 1944)
- Order Suworowa II klasy (21 lipca 1944)
- Order Kutuzowa II klasy (19 marca 1944)
- Order Aleksandra Newskiego (28 marca 1943)
- Order Czerwonej Gwiazdy (1943)
- Medal „Za obronę Stalingradu” (1943)
- Medal jubileuszowy „XX lat Robotniczo-Chłopskiej Armii Czerwonej”

I inne.